# Peak Hotel
Le Peak Hotel (山頂酒店) est un établissement hôtelier de luxe autrefois situé à Hong Kong au terminus supérieur du Peak Tram. Il démarre son activité en tant que bar et restaurant, puis un hôtel avec vingt chambres pour les estivants ouvre en 1888, à peu près en même temps que le Peak Tram.
La Peak Galleria (en) se trouve aujourd'hui sur son site d'origine.

## Histoire
En 1875, un certain N.J. Ede fait construire une maison nommée « Dunheved » sur le site. En 1881, Alexander Findlay Smith, un ancien cheminot écossais, demande le droit d'introduire un funiculaire à Hong Kong. Le Peak Tram est construit et commence à fonctionner en 1888. À peu près au même moment, Findlay Smith achète Dunheved à Ede et l'ouvre au public sous le nom de « Peak Hotel » (Ede et sa famille déménagent à côté). Après l'ouverture du Peak Tram, Findlay Smith met rapidement le Peak Hotel sur le marché. Il est vendu et entièrement reconstruit en un imposant bâtiment de deux étages, puis rouvre en 1890. La direction insiste sur le fait que les chambres sont spacieuses et bien aménagées, et l'hôtel devient populaire. Plus tard, un troisième étage est ajouté, puis une annexe de deux étages avec vue sur Pok Fu Lam (zh) est construite. Un autre ajout double la taille de l'annexe et ajoute un troisième étage. L'hôtel offre une vue sur la ville et le port d'un côté et sur Pok Fu Lam et l'île de Lamma de l'autre.
En 1922, il est acheté par les propriétaires du Hongkong Hotel concurrent pour la somme de 600 000 HK$. La vétusté de l'hôtel le force à fermer le 31 août 1936. En 1938, son destin est finalement scellé par un incendie, et le bâtiment est démoli la même année.